# Anastasija Illarionova
Anastasija Illarionova (russisk: Анастасия Александровна Илларионова tr. Anastasija Aleksandrovna Illarionova ; født 11. september 1995 i Moskva, Rusland) er en kvindelig russisk håndboldspiller som spiller for Svesda Svenigorod og Ruslands kvindehåndboldlandshold.